# Bílsko u Hořic
Bílsko u Hořic é uma comuna checa localizada na região de Hradec Králové, distrito de Jičín‎.